# 庭田経資
庭田 経資 （にわた つねすけ）は、鎌倉時代中期の公卿。従二位・藤原公直の子。官位は正二位、権中納言。庭田家の始祖。綾小路前按察使と称した。

## 経歴
従二位・藤原公直の子として生まれ、当初は藤原実泰（ふじわら の さねやす）と名乗っていた。寛元元年（1243年）叙爵。寛元4年（1246年）従五位上、建長8年（1256年）正五位下、正嘉2年（1258年）従四位下に叙される。文応元年（1260年）ごろに外祖父の権中納言・源有資の養子となり、経資と改名し同年従四位上に昇進。文永4年（1267年）正四位下、弘安元年（1278年）従三位・非参議に叙され、公卿に列する。弘安6年（1283年）正三位、正応元年（1288年）従二位・参議、正応4年（1291年）正二位、正応5年（1292年）権中納言、永仁6年（1298年）按察使に叙される。嘉元2年（1304年）64歳で出家し生覚と改名。出家後の消息は不明。

## 官歴
『公卿補任』による
- 寛元元年（1243年） 10月25日：叙爵（従五位下）
- 寛元4年（1246年） 11月23日：従五位上
- 宝治元年（1247年） 7月16日：侍従
- 建長7年（1255年） 2月18日：右近衛少将
- 建長8年（1256年） 正月6日：正五位下
- 正嘉2年（1258年） 正月5日：従四位下
- 正嘉3年（1259年） 2月12日：左近衛少将
- 文応元年（1260年）　11月7日：兼備中介。11月15日：従四位上
- 弘長元年（1261年）9月26日：左近衛中将
- 文永4年（1267年） 2月1日：正四位下
- 弘安元年（1278年） 正月6日：従三位、非参議
- 弘安6年（1283年） 4月5日：正三位
- 正応元年（1288年） 9月12日：従二位。10月27日：参議。11月10日：近江権守
- 正応4年（1291年） 7月17日：正二位
- 正応5年（1292年） 6月16日：権中納言
- 永仁6年（1298年） 6月23日：按察使
- 嘉元2年（1304年） 7月16日：出家（法名生覚）

## 系譜
- 父：藤原公直[1]
- 母：源有資の娘[1]
- 妻：中山基雅の娘[1]
  - 次男：庭田茂賢[1]
- 生母不明の子女
  - 男子：庭田経賢[1]